# Knölskräddare
Knölskräddare (Gerris gibbifer) är en insektsart som beskrevs av Theodor Emil Schummel 1832. Knölskräddare ingår i släktet Gerris, och familjen skräddare. Enligt den svenska rödlistan är arten nära hotad i Sverige. Arten förekommer i Götaland. Artens livsmiljö är sjöar och vattendrag, våtmarker.